# Bo Rangers
Bo Rangers je fotbalový klub ve státě Sierra Leone a patří mezi tři nejlepší týmy. Rivalem klubu je tým Nepean Stars. Bo Rangers byl založen v roce 1966 ve městě Bo v Sierra Leone. Hraje na stadionu Bo Stadium s kapacitou 10 000 míst nejvyšší soutěž v zemi Sierra Leone League.

## ?
?